# Magdalena Sibila de Holstein-Gottorp
Magdalena Sibila de Schleswig-Holstein-Gottorp (Schleswig, 14 de noviembre de 1631-Güstrow, 22 de septiembre de 1719) fue una noble alemana de la Casa de Holstein-Gottorp. Era princesa de Schleswig-Holstein-Gottorp y, por matrimonio, duquesa de Mecklemburgo-Güstrow. Fue abuela del rey Cristián VI de Dinamarca.

## Biografía
Era la segunda hija del duque Federico III de Schleswig-Holstein-Gottorp (1597-1659) y de su esposa, la princesa María Isabel de Sajonia (1610-1684), hija del elector Juan Jorge I de Sajonia y de la princesa Magdalena Sibila de Prusia. Era, además, la hermana mayor de la reina consorte Eduviges Leonor de Suecia y del duque Cristián Alberto.

## Matrimonio y descendencia
El 28 de noviembre de 1654 se casó con el duque Gustavo Adolfo de Mecklemburgo-Güstrow (1633-1695). Juntos tuvieron 11 hijos, pero no herederos varones:
- Juan (1655-1660).
- Leonor (1657-1672).
- María (1659-1701), casada en 1684 con Adolfo Federico II, duque (regente) de Mecklemburgo-Strelitz.
- Magdalena (1660-1702).
- Sofía (1662-1738), casada en 1700 con Cristián Ulrico I de Wurtemberg-Oels-Bernstadt.
- Cristina (1663-1749), casada en 1683 con el conde Luis Cristián de Stolberg-Gedern; la hija de ambos, la condesa Fernanda Enriqueta de Stolbert-Gedern, fue bisabuela en descendencia maternolineal del rey Leopoldo I de Bélgica y de su hermana, Victoria de Sajonia-Coburgo-Saalfeld, madre de la reina Victoria I del Reino Unido.
- Carlos (1664-1688), casado en 1687 con María Amalia de Brandeburgo, hija del elector Federico Guillermo I de Brandeburgo.
- Eduviges Leonor (1666-1735), casada en 1686 con el duque Augusto de Sajonia-Merseburgo-Zörbig.
- Luisa (1667-1721), casada en 1696 con Federico IV de Dinamarca y Noruega.
- Isabel (1668-1738), casada en 1692 con el duque Enrique de Sajonia-Merseburgo-Spremberg.
- Augusta (1674-1756).

Fue una fiel colaboradora del relativamente progresista gobierno de su esposo, en el ducado de Mecklemburgo-Güstrow. Contribuyó enormemente en el sistema educativo de dicho territorio.
| Predecesor: Leonor María de Anhalt-Bernburg | Duquesa consorte de Mecklemburgo-Güstrow 1654-1695 | Sucesor: Sofía Carlota de Hesse-Kassel (Como duquesa consorte de Mecklemburgo-Schwerin) |

- Datos: Q67767
- Multimedia: Magdalene Sibylle of Holstein-Gottorp / Q67767